# Pastrikella
Pastrikella, en ocasiones erróneamente denominado Patrikella, es un género de foraminífero bentónico de la familia Meandropsinidae, de la superfamilia Soritoidea, del suborden Miliolina y del orden Miliolida. Su especie tipo es Broeckina (Pastrikella) balcanica. Su rango cronoestratigráfico abarca el Cenomaniense medio y superior (Cretácico superior).

## Clasificación
Pastrikella incluye a las siguientes especies:
- Pastrikella balcanica †
- Pastrikella biplana †